# Test for Echo
Test for Echo – szesnasty album studyjny kanadyjskiej grupy rockowej Rush, wydany w 1996 roku. Jest to ostatni album wydany przed pięcioletnią przerwą w działalności zespołu spowodowaną sprawami rodzinnymi Neila Pearta. Na okładce albumu znajduje się inuksuk.

## Lista utworów
1. "Test for Echo" – 5:56
2. "Driven" – 4:27
3. "Half the World" – 3:41
4. "The Color of Right" – 4:48
5. "Time and Motion" – 5:04
6. "Totem" – 5:00
7. "Dog Years" – 4:56
8. "Virtuality" – 5:43
9. "Resist" – 4:22
10. "Limbo" – 5:28
11. "Carve away the Stone" – 4:05

## Twórcy
- Geddy Lee – gitara basowa, syntezator, śpiew
- Alex Lifeson – gitara, mandolina
- Neil Peart – perkusja

## Certyfikaty sprzedaży
| Kraj   | Organizacja | Sprzedaż              |
| ------ | ----------- | --------------------- |
| USA    | RIAA        | Złota płyta (500 000) |
| Kanada | RIAA        | Złota płyta (50 000)  |